# Bonaccorso (cognome)
Bonaccorso è un cognome di lingua italiana.

## Varianti
Bonaccorsi, Bonaccorti, Buonaccorsi.

## Origine e diffusione
Cognome tipicamente meridionale, è presente prevalentemente in Campania e Sicilia.
Potrebbe essere una variante dei cognomi Boni e Accorsi e significare "che tu porti il buon soccorso".
La variante Bonaccorti è settentrionale.

## Persone
- Lorenza Bonaccorsi – politica italiana
- Luca Bonaccorsi – giornalista italiano
- Marcello Bonaccorsi – calciatore italiano